# Oakdale (ort i Australien)
Oakdale är en ort i Australien. Den ligger i kommunen Wollondilly och delstaten New South Wales, i den sydöstra delen av landet, omkring 69 kilometer väster om delstatshuvudstaden Sydney.
Närmaste större samhälle är Camden South, omkring 17 kilometer öster om Oakdale. 
I omgivningarna runt Oakdale växer huvudsakligen savannskog. Runt Oakdale är det glesbefolkat, med 14 invånare per kvadratkilometer. Genomsnittlig årsnederbörd är 1 288 millimeter. Den regnigaste månaden är februari, med i genomsnitt 215 mm nederbörd, och den torraste är juli, med 34 mm nederbörd.